# Чон Синджо
Чон Синджо (кор. 정신조?, 鄭申朝?, 6 января 1940, Сеул) — корейский боксёр легчайших весовых категорий, выступал за сборную Южной Кореи в 1960-е годы. Участник двух летних Олимпийских игр, серебряный призёр Игр в Токио, чемпион Азиатских игр, неоднократный победитель и призёр национальных первенств.

## Биография
Чон Синджо родился 6 января 1940 года в Сеуле. Первый успех пришёл к нему в 1960 году, когда он, находясь в наилегчайшем весе, провёл ряд удачных боёв на внутреннем первенстве и удостоился права защищать честь страны на летних Олимпийских играх в Риме, где, тем не менее, проиграл в своём втором матче советскому боксёру Сергею Сивко. Два года спустя одержал победу на Азиатских играх в Джакарте.
В 1964 году Синджо сменил весовую категорию на легчайшую и отправился на Олимпиаду в Токио, был близок к золотой награде, в полуфинале уверенно победил мексиканца Хуана Мендосу, но в решающем матче уступил японцу Такао Сакураи и получил серебряную медаль. Поскольку конкуренция в сборной на тот момент сильно возросла, вскоре принял решение завершить карьеру боксёра.